# Thomas F. Van Natta III

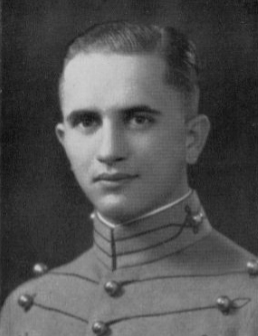

Thomas Fraley Van Natta III (* 10. November 1906 auf den Philippinen; † 13. September 1988 in Santa Barbara, Santa Barbara County, Kalifornien) war ein Generalmajor der United States Army. Er war unter anderem Kommandeur der 3. Panzerdivision.
Van Natta war ein Sohn von Thomas Fraley Van Natta Jr. (1880–1940) und dessen Frau Jean Appleby (1879–1976). Der Vater war Oberstleutnant im US-Heer und zur Zeit der Geburt des Sohnes auf den Philippinen stationiert. In den Jahren 1924 bis 1928 durchlief der jüngere Van Natta die United States Military Academy in West Point. Nach seiner Graduation wurde er als Leutnant der Kavallerie zugeteilt. In der Armee durchlief er anschließend alle Offiziersränge vom Leutnant bis zum Zwei-Sterne-General.
In seinen jüngeren Jahren absolvierte er den für Offiziere in den niederen Rangstufen üblichen Dienst in verschiedenen Einheiten und Standorten. Dazu gehörten auch Aufgaben als Stabsoffizier in verschiedenen Hauptquartieren. In den Jahren 1941 bis 1943 war er Militärattaché an der amerikanischen Botschaft in Paraguay. In diese Zeit fiel der amerikanische Eintritt in den Zweiten Weltkrieg. Nach seiner Zeit in Südamerika wurde Van Natta auf den asiatischen Kriegsschauplatz versetzt, wo er in den Jahren 1944 und 1945 als Stabs- und Verbindungsoffizier im Hauptquartier auf dem Kriegsschauplatz China-Burma-Indien tätig war.
Nach dem Krieg setzte er seine Offizierslaufbahn in den Vereinigten Staaten fort. In den Jahren 1950 und 1951 war er Stabsoffizier bei der 2. Panzerdivision. Während des Koreakriegs leitete er in den Jahren 1952 und 1953 die Stabsabteilung G2 (Nachrichtendienste) der 8-Armee. Dann war er als Stabsoffizier Leiter der Stabsabteilung G2 bei den Army Field Forces in Washington, D.C. Nach zwischenzeitlich anderen Verwendungen übernahm Van Natta im Januar 1958 das Kommando über die 3. Panzerdivision, die damals in Deutschland stationiert war. Damals gehörte Elvis Presley zu den in der Division dienenden Soldaten. Van Natta behielt sein Kommando bis zum Juli 1959.
Anschließend wurde er nach Heidelberg versetzt, wo er in den Jahren 1959 bis 1961 die Stabsabteilung G2 von USAREUR leitete. Danach gehörte er bis 1962 dem Stab des Continental Army Commands an, ehe er einer der Direktoren des Inter-American Defense Colleges wurde. Im Jahr 1963 schied Thomas Van Natta aus dem aktiven Militärdienst aus.
Der mit Mary Jane McComb verheiratete Offizier starb am 13. September 1988 in Santa Barbara in Kalifornien und wurde auf dem Friedhof der Militärakademie in West Point beigesetzt.

## Orden und Auszeichnungen
Thomas Van Natta erhielt im Lauf seiner militärischen Laufbahn unter anderem folgende Auszeichnungen:
- Army Distinguished Service Medal
- Legion of Merit
- Bronze Star Medal
- Air Medal